# Carlisle Indian Industrial School

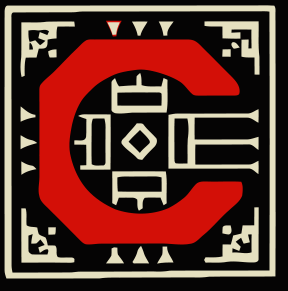
Logo der Carlisle Indian School

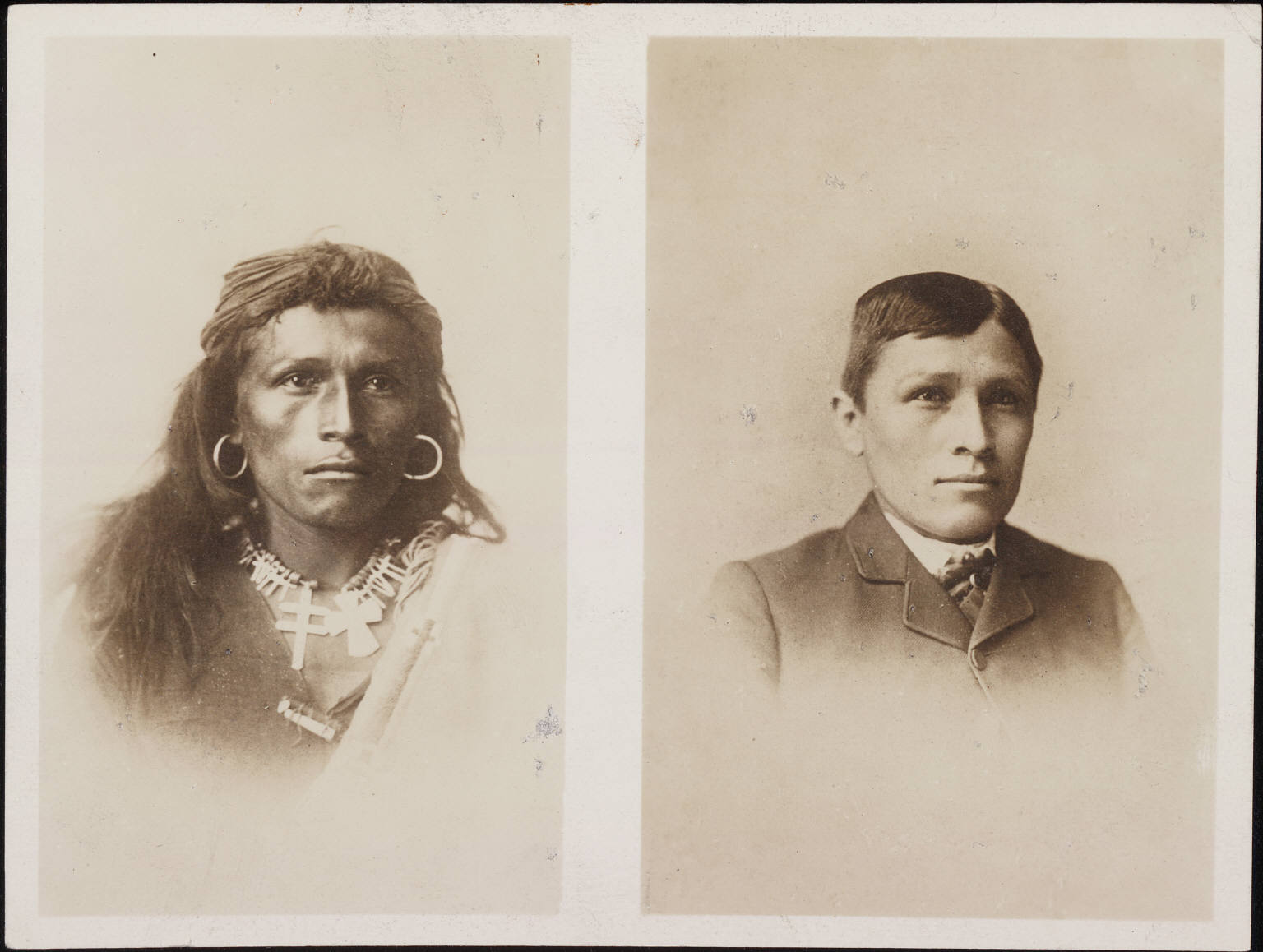
Ein Schulabsolvent in Carlisle, vor und etwa zwei Jahre nach seinem Schuleintritt

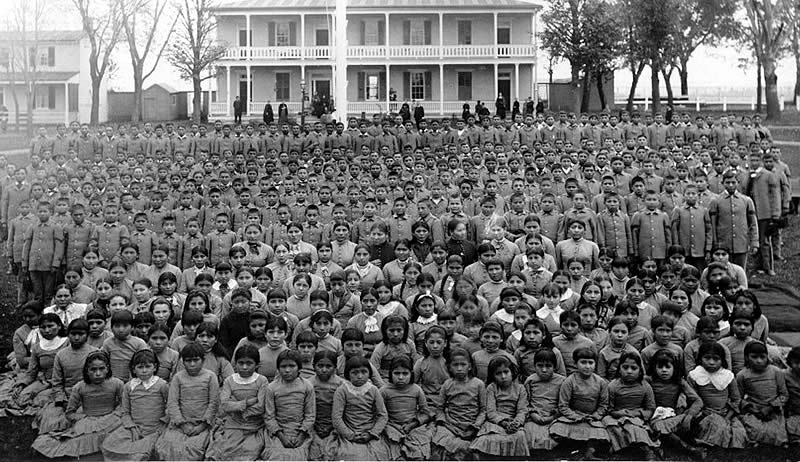
Schülerinnen und Schüler des Indianer-Internats, um 1900

Carlisle Indian School war ein führendes US-amerikanisches Internat für Indianer, das von 1879 bis 1918 auf dem Gelände des United States Army War College in Carlisle in Pennsylvania bestand. 

## Geschichte
Zum Zweck der Einrichtung der Schule wurde das Gelände vom US-Kriegsministerium an das US-Innenministerium übertragen. Die Schule wurde 1879 durch den Offizier Richard Henry Pratt (1840–1924) gegründet. Pratt entwickelte die Idee für das Internat, als er eine Gruppe von Cheyenne, Kiowa, Arapahoe und Caddo in Fort Marion in St. Augustine bewachte. Unter dem Deckmantel der Reform erkannte Pratt, dass Umerziehungslager ein wirksames Mittel zur Unterdrückung weiterer Aufstände der Ureinwohner darstellten, unter gleichzeitig stattfindender missionierender Evangelisierung im Sinne der führenden amerikanischen christlichen Gesellschaft. 
Die Schule entsprach im Wesentlichen einem in den USA üblichen „Bootcamp“. Dies waren Umerziehungslager für jugendliche Straftäter, die nach Pratts berüchtigtem Grundsatz „Töte den Indianer und rette den Menschen“ geführt wurden. Über 10.000 Kinder aus 140 Indianerstämmen wurden von ihren Stämmen getrennt und auf die Schule in den Carlisle Barracks geschickt. Rekrutiert wurden Angehörige von Indianerstämmen, die sich noch im Konflikt mit den Vereinigten Staaten befanden, und so war das Assimilationsprogramm, bei dem ihre Kinder aus ihren Gemeinschaften, Sprachen und Kulturen entfernt wurden, in vielerlei Hinsicht ein weiteres Schlachtfeld der Indianerkriege. Die Schule unterstand dem Bureau of Indian Affairs, ihr Zweck war die weitestmögliche Assimilation an die herrschende weiße Kultur. Beim Eintritt der Zöglinge ins Internat wurde ihr Haar kurz geschoren, sie erhielten oft einen neuen Namen, westliche Kleidung und erlernten die englische Sprache. Nach dem Eintritt der Vereinigten Staaten in den Ersten Weltkrieg wurde die Schule jedoch geschlossen und das Grundstück, auf dem sie sich befand, zur Nutzung durch das US-Verteidigungsministerium zurück übertragen.
Zu den Absolventen des Internats gehörten unter anderem Luther Standing Bear, der Olympia-Goldmedaillengewinner Jim Thorpe sowie die Sportler Andrew Sockalexis, Frank Mount Pleasant, Lewis Tewanima und Chief Bender. Zitkala-Ša, Alice Fletcher und Angel De Cora waren hier als Lehrerinnen bzw. Kunstlehrerin tätig.
Die Carlisle Barracks wurden 1966 in das National Register of Historic Places aufgenommen und zur National Historic Landmark erklärt. Im Dezember 2024 wurde es von Präsident Joe Biden zum Nationalmonument erhoben. Es trägt den Namen Carlisle Federal Indian Boarding School National Monument und wird vom National Park Service und der United States Army in Absprache mit Indianerstämmen gemeinsam verwaltet.